# Солнечная постоянная
Со́лнечная постоя́нная — суммарная мощность солнечного излучения, проходящего через единицу площади, ориентированной перпендикулярно потоку солнечных лучей, на расстоянии одной астрономической единицы от Солнца вне земной атмосферы.
Наиболее точной оценкой солнечной постоянной считается 1360,8 ± 0,5 Вт/м2 (данные 2008 года, когда солнечная активность была в минимуме). В 1990-х годах было получено значение 1365,4 ± 1,3 Вт/м2.

## Инструментальные измерения солнечной постоянной
Прямые инструментальные измерения солнечной постоянной стали производиться с развитием внеатмосферной астрономии, то есть с середины 1960-х. При проводившихся ранее наблюдениях с поверхности Земли приходилось вносить поправки на поглощение солнечного излучения атмосферой.

## Изменения солнечной постоянной
Солнечная постоянная не является строго постоянной. На её величину влияют изменения солнечной активности. Это влияние обусловлено в основном изменением потока излучения при изменении числа и суммарной площади солнечных пятен, при этом поток излучения меняется сильнее всего в рентгеновском и радиодиапазоне. Поскольку период прямых измерений солнечной постоянной относительно невелик, то её изменение на протяжении 11-летнего цикла солнечной активности (цикла Швабе), по-видимому, не превышает ~10−3, доля изменчивости в оптическом диапазоне, обусловленная вкладом солнечных пятен, оценивается ~10−4. Для оценки вариаций солнечной постоянной в течение более длительных солнечных циклов (циклы Хейла, Гляйсберга и пр.) данные прямых измерений отсутствуют.
Измеренные на Земле значения мощности солнечного излучения значительно изменяются в течение года из-за эллиптичности земной орбиты. Годичная вариация составляет 6,9 % — от 1,412 кВт/м² в начале января до 1,321 кВт/м² в начале июля.
В соответствии с современными моделями развития Солнца, в долгосрочной перспективе его светимость будет возрастать примерно на 1 % за 110 миллионов лет.

## Влияние на климат Земли и косвенные методы измерения
Долгопериодические вариации солнечной постоянной имеют большое значение для климатологии и геофизики: несмотря на несовершенство климатических моделей, расчётные данные показывают, что изменение солнечной постоянной на 1 % должно привести к изменению температуры Земли на 1—2 K.

## Световая солнечная постоянная
Освещённость перпендикулярной потоку площадки, расположенной за пределами атмосферы на среднем расстоянии Земли от Солнца, в видимом диапазоне спектра называется световой солнечной постоянной. По оценке В. В. Шаронова середины XX века она равна 135000 люксов. В англоязычной литературе понятию «световая солнечная постоянная» соответствует термин «solar illuminance constant».